# Odzerchen Dorsa
Gli Odzerchen Dorsa sono una struttura geologica della superficie di Venere.